# Walter Huston
Walter Thomas Huston (născut ca Walter Thomas Houghston, n. 6 aprilie 1883, Toronto, Ontario, Canada – d. 7 aprilie 1950, Hollywood, California, SUA) a fost un actor și cântăreț american de origine canadiană. A fost tatăl actorului și regizorului John Huston, bunicul lui Pablo Huston, Walter Anthony (Tony) Huston, Anjelica Huston, Danny Huston și Allegra Huston și străbunicul actorului Jack Huston.
A primit Premiul Oscar pentru cel mai bun actor în rol secundar pentru rolul din Comoara din Sierra Madre (1948), regizat de fiul său, John.

## Biografie
Huston s-a născut în Toronto, Ontario, unde a absolvit Winchester Street Public School. Este fiul Elizabethei (née McGibbon) și al lui Robert Moore Houghston, un fermier din provincie care a fondat o companie de construcții. Părinții săi aveau origini scoțiene și irlandeze. A avut un frate și două surori, una din ele fiind celebra Margaret Carrington (1877–1941).

## Filmografie
| An   | Titlu                         | Rol                            | Note |
| ---- | ----------------------------- | ------------------------------ | --- |
| 1929 | Gentlemen of the Press        | Wickland Snell                 | |
| 1929 | The Lady Lies                 | Robert Rossiter                | |
| 1929 | The Virginian                 | Trampas                        | |
| 1930 | Abraham Lincoln               | Abraham Lincoln                | |
| 1930 | The Bad Man                   | Pancho Lopez                   | |
| 1930 | The Virtuous Sin              | Gen. Gregori Platoff           | |
| 1931 | The Criminal Code             | Mark Brady                     | |
| 1931 | The Star Witness              | District Attorney Whitlock     | |
| 1931 | The Ruling Voice              | Jack Bannister                 | |
| 1931 | A House Divided               | Seth Law                       | |
| 1932 | The Woman from Monte Carlo    | Captain Carlaix                | |
| 1932 | The Beast of the City         | Jim Fitzpatrick                | |
| 1932 | Law and Order                 | Frame 'Saint' Johnson          | |
| 1932 | The Wet Parade                | Pow Tarleton                   | |
| 1932 | Night Court                   | Judge Moffett                  | |
| 1932 | American Madness              | Dickson                        | |
| 1932 | Kongo                         | Flin                           | |
| 1932 | Rain                          | Alfred Davidson                | |
| 1933 | Gabriel Over the White House  | Hon. Judson Hammond            | |
| 1933 | Hell Below                    | Lieut. Comdr. T.J. Toler USN   | |
| 1933 | Ann Vickers                   | Barney Dolphin                 | |
| 1933 | Storm at Daybreak             | Mayor Dushan Radovic           | |
| 1933 | The Prizefighter and the Lady | Professor                      | |
| 1934 | Keep 'Em Rolling              | Sgt. Benjamin E. 'Benny' Walsh | |
| 1935 | Trans-Atlantic Tunnel         | President of the United States | |
| 1936 | Rhodes of Africa              | Cecil John Rhodes              | |
| 1936 | Dodsworth                     | Sam Dodsworth                  | New York Film Critics Circle Award for Best Actor Nominalizare-Premiul Oscar pentru cel mai bun actor |
| 1938 | Of Human Hearts               | Ethan Wilkins                  | |
| 1939 | The Light That Failed         | Torpenhow                      | |
| 1941 | Șoimul maltez                 | Captain Jacobi                 | Nemenționat |
| 1941 | The Devil and Daniel Webster  | Mr. Scratch                    | Alt titlu: All That Money Can Buy Nominalizare-Premiul Oscar pentru cel mai bun actor |
| 1941 | Swamp Water                   | Thursday Ragan                 | |
| 1941 | The Shanghai Gesture          | Sir Guy Charteris              | |
| 1942 | Always In My Heart            | MacKenzie 'Mac' Scott          | |
| 1942 | In This Our Life              | Bartender                      | Nemenționat |
| 1942 | Yankee Doodle Dandy           | Jerry Cohan                    | Nominalizare-Premiul Oscar pentru cel mai bun actor în rol secundar |
| 1943 | The Outlaw                    | Doc Holliday                   | |
| 1943 | Edge of Darkness              | Dr. Martin Stensgard           | |
| 1943 | Mission to Moscow             | Ambassador Joseph E. Davies    | |
| 1943 | The North Star                | Dr. Kurin                      | |
| 1943 | December 7th                  | Unchiul Sam 'U.S.'             | |
| 1944 | Dragon Seed                   | Ling Tan                       | |
| 1945 | And Then There Were None      | Dr. Edward G. Armstrong        | |
| 1946 | Dragonwyck                    | Ephraim Wells                  | |
| 1946 | Duel in the Sun               | The Sinkiller                  | |
| 1948 | Comoara din Sierra Madre      | Howard                         | Premiul Oscar pentru cel mai bun actor în rol secundar Premiul Globul de Aur pentru cel mai bun actor în rol secundar (film) National Board of Review Award for Best Actor New York Film Critics Circle Award for Best Actor (locul 2) |
| 1948 | Summer Holiday                | Mr. Nat Miller                 | |
| 1949 | The Great Sinner              | General Ostrovsky              | |
| 1950 | The Furies                    | T.C. Jeffords                  | Ultima apariție |